# Guy von Dardel
Guy Fredrik von Dardel (Stoccolma, 26 agosto 1919 – Ginevra, 28 agosto 2009) è stato un fisico svedese che ha partecipato alla creazione del CERN.

## Biografia
Dardel era il figlio di Fredrik von Dardel dal suo matrimonio con Maj Wising. Il suo fratellastro, dal precedente matrimonio di sua madre, era Raoul Wallenberg.
Guy von Dardel studiò al Istituto reale di tecnologia di Stoccolma. Si laureò nel 1944, e ricevette la licenza nel 1951 e il dottorato nel 1953 con una tesi dal titolo The Interaction of Neutrons with Matter studied with a Pulsed Neutron Source. Era l'impiegato della SAAB 1944-1946, impiegato della difesa dell'Istituto svedese nazionale delle ricerche (FOA) 1946-1950, e membro della società di energia nucleare, semi-governativa AB Atomenergi 1950-1954.
Nel 1954 Dardel fu coinvolto dal CERN, dove fu attivo come ricercatore. Nel 1964 accettò la cattedra presso l'Università di Lund e fu nominato, l'anno successivo, professore di fisica, nel campo delle particelle elementari. Come fisico, era conosciuto soprattutto per il suo lavoro di ricerca con Burton Richter. Dardel è stato eletto membro della Royal Swedish Academy of Sciences nel 1975.
La sua nipote, Nane Lagergren, sposò Kofi Annan nel 1984.